# Chesterville, Ohio
Chesterville är en by i Morrow County i den amerikanska delstaten Ohio med en yta av 0,2 km² och en folkmängd, som uppgår till 228 invånare (2010). 9,9 % av invånarna befann sig under fattigdomsgränsen vid folkräkningen år 2000.